# Nervio accesorio
El nervio accesorio, nervio espinal accesorio o nervio accesorio espinal es el undécimo par craneal. Es 
un nervio motor que está formado por la unión de la raíz espinal y otra neurocraneal.

## Origen real
1. Núcleo bulbar: ubicado en las células de la porción inferior del núcleo ambiguo. A falta de evidencias que lo demuestren, estudios recientes han desvelado que el nervio espinal o accesorio podría no poseer origen bulbar.
2. Núcleo medular: está situado en la parte externa del asta anterior de la porción superior de la médula cervical.

## Origen aparente
Las raíces bulbares emergen del surco colateral posterior del bulbo raquídeo por debajo del origen aparente del nervio vago, en tanto que las raíces medulares lo hacen del surco colateral posterior de la médula, de los segmentos C1 a C6.
El XI  par craneal, una vez formado, sale del cráneo por el agujero yugular junto con el glosofaríngeo y el vago.
Una vez fuera de la cavidad craneal, se divide en dos ramas: Una rama interna, que contiene las fibras de origen bulbar y que termina uniéndose al ganglio plexiforme del vago. Y una rama externa, que desciende atravesando el espacio maxilofaringeo y termina inervando a los músculos esternocleidomastoideo y trapecio. 
A su vez da tres ramas terminales que son:
1. Ramo anastomótico para el X par craneal.
2. Nervios del esternocleidomastoideo: se originan a partir de un asa formada por la anastomosis del XI par con la correspondiente rama del plexo cervical profundo.
3. Nervios del músculo trapecio.

## Anatomía funcional
Principalmente es un nervio motor. Además facilita la inervación propioceptiva de los músculos por él movilizados y de esta forma desempeña un importante papel en relación con el tono de los músculos del cuello.
Es el responsable del movimiento cefalogiro por su inervación del músculo esternocleidomastoideo y produce de esta forma la rotación de la cabeza hacia el lado opuesto, al mismo tiempo que la inclina hacia su lado. La inserción de este músculo en la mastoides, un poco por detrás del eje transverso de los cóndilos hace de él un extensor de la cabeza más bien que un flexor, a menos que la cabeza se halle previamente flexionada. Esta función extensora del espinal está acentuada todavía más por el hecho de que inerva un músculo posterior, el trapecio, que proyecta la cabeza hacia atrás.
El espinal es ante todo el nervio que permite realizar la extensión de la cabeza hacia atrás. Los músculos por el inervados actúan mediante su inserción inferior sobre el orificio superior del tórax, el ECM lo eleva durante la inspiración, el trapecio tira y lleva la clavícula y el hombro hacia arriba y hacia atrás, dirige los hombros hacia dentro y de esta forma el espinal entra a formar parte de los mecanismos de inspiración forzada.
Mediante sus raíces bulbares, antes de confundirse con el neumogástrico, el nervio participa en la inervación de la laringe interviniendo funcionalmente en el estrechamiento de la glotis y en la función fonatoria.